# Minuetto (treno)
I convogli ALe/ALn 501-ALe/ALn 502, soprannominati Minuetto da Trenitalia, sono una famiglia di elettrotreni ed autotreni commissionati da Trenitalia nei primi anni duemila ed utilizzati per servizi ferroviari su tratte suburbane e regionali, pensati per sostituire le automotrici ed elettromotrici di vecchia generazione (ALn 668 e ALe 803) e per incrementare il livello qualitativo offerto sui servizi locali. Sono prodotti dalla Alstom Ferroviaria e appartengono alla famiglia dei Coradia Meridian.
Treni dello stesso modello sono stati acquistati e vengono usati anche da altri operatori di trasporto pubblico, che gli hanno assegnato altri soprannomi; considerando tutte le versioni sono stati prodotti 248 convogli.

## Caratteristiche

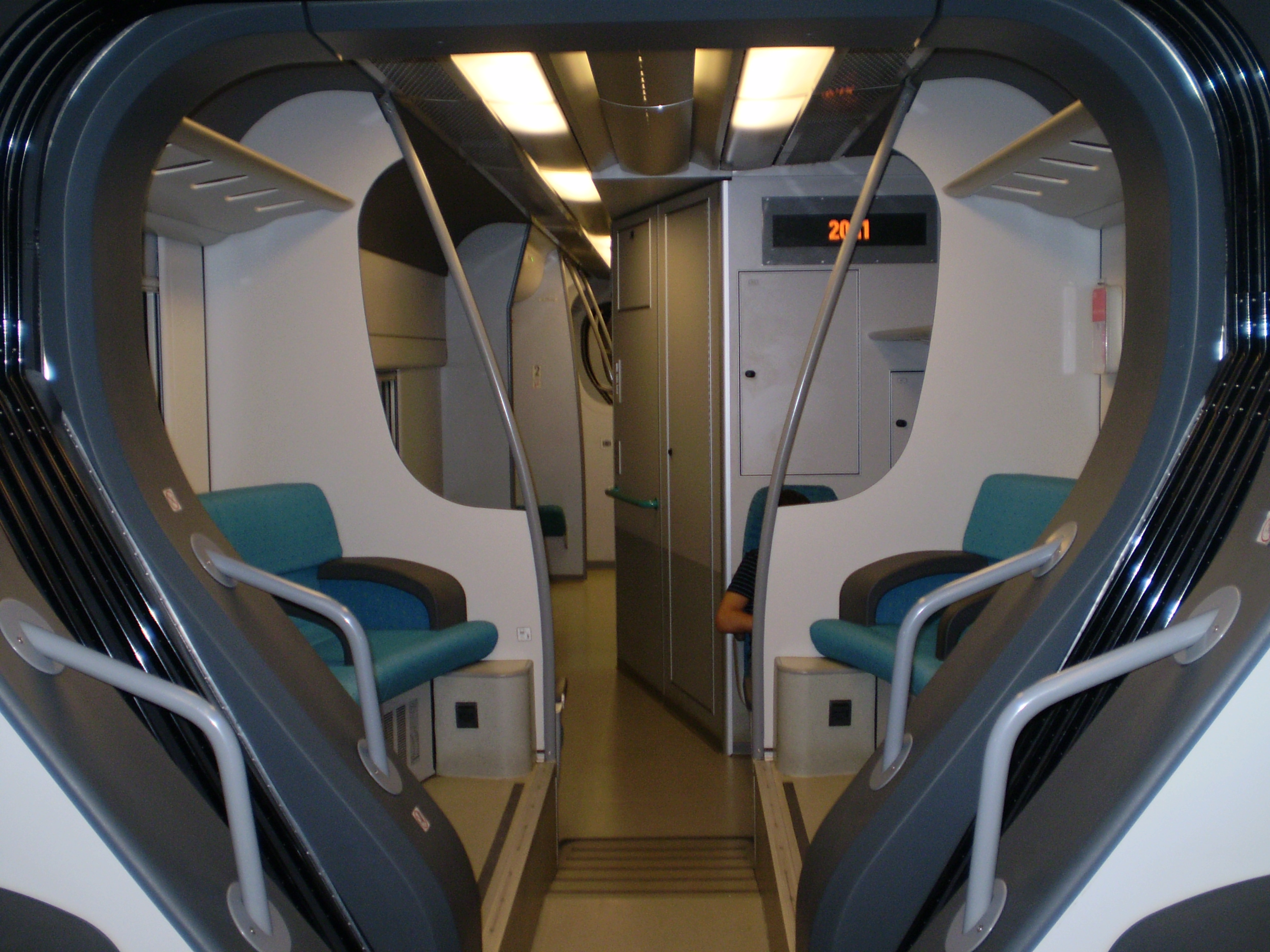
Gli interni di un "Minuetto"

Il treno, le cui linee stilistiche sono state disegnate a Torino dalla Italdesign, è stato costruito in Italia da Alstom Ferroviaria negli stabilimenti italiani ex Fiat Ferroviaria, a Savigliano (assemblaggio finale e gestione globale del progetto), a Sesto San Giovanni (sistemi ausiliari e comandi di
controllo) ed a Colleferro (per la versione diesel). Alcuni componenti arrivano da altri siti produttivi: i dispositivi di
sicurezza sono realizzati a Bologna, i carrelli arrivano a Savigliano da Salzgitter ed i sistemi di trazione sono realizzati a Charleroi. Il Minuetto è basato sul sistema modulare Coradia, brevettato da Alstom, dal quale sono stati derivati diversi treni, anche per il mercato tedesco e nordeuropeo.
È stato presentato ufficialmente il 5 maggio 2004 a Roma, presso la stazione Termini. Il viaggio inaugurale Roma-Ciampino è stato svolto da un convoglio elettrico, il numero 003.
Si tratta di treni in composizione bloccata, ovvero che non possono essere separati se non in casi straordinari di manutenzione o guasto, composti da tre casse: una testata motrice "ALe 501" (o "ALn 501" per la versione diesel), una cassa centrale "Le 220" (o "Ln 220") e una seconda testata "ALe 502" (o "ALn 502"), in allestimento a salone senza barriere tra le diverse casse. I mezzi sono dotati di un accoppiatore frontale automatico in grado di unire fino a tre treni non comunicanti in un singolo convoglio. Il treno è realizzato in due versioni, identiche dal punto di vista degli interni e dell'estetica ma diverse nella propulsione, che può essere elettrica monotensione in corrente continua da linea aerea di contatto, con campo di operabilità tra 1,5 e 4 kV, oppure tramite motori diesel.
La versione elettrica costa circa 3,3 milioni di euro a veicolo, 150 000 euro meno dell'omologo diesel: questi prezzi, sebbene equivalgano al triplo di quelli di una vecchia automotrice, sono in linea con altri mezzi simili ordinati dai principali operatori europei.

## Tecnica
La motorizzazione della versione diesel è fornita da Iveco: è realizzata con due motori diesel Iveco V8 FVQE 28 common rail derivati dalla serie Vector, omologati Euro 3, con cilindrata di 20000 cm³ e potenza di taratura di 560 kW/760 cv per ciascun motore, mentre la potenza nominale UIC sarebbe di 720 kW/980 cv. Lo stesso motore è usato sul convoglio danese IC2/IC4 prodotto da AnsaldoBreda e deriva dal mondo dei carri armati e del trasporto pesante. Il raffreddamento è affidato a un gruppo di radiatori posto sul tetto e supportato da tre ventole.
La trasmissione è idro-meccanica, modello Voith T 212 bre, mentre la frenatura è idrodinamica.

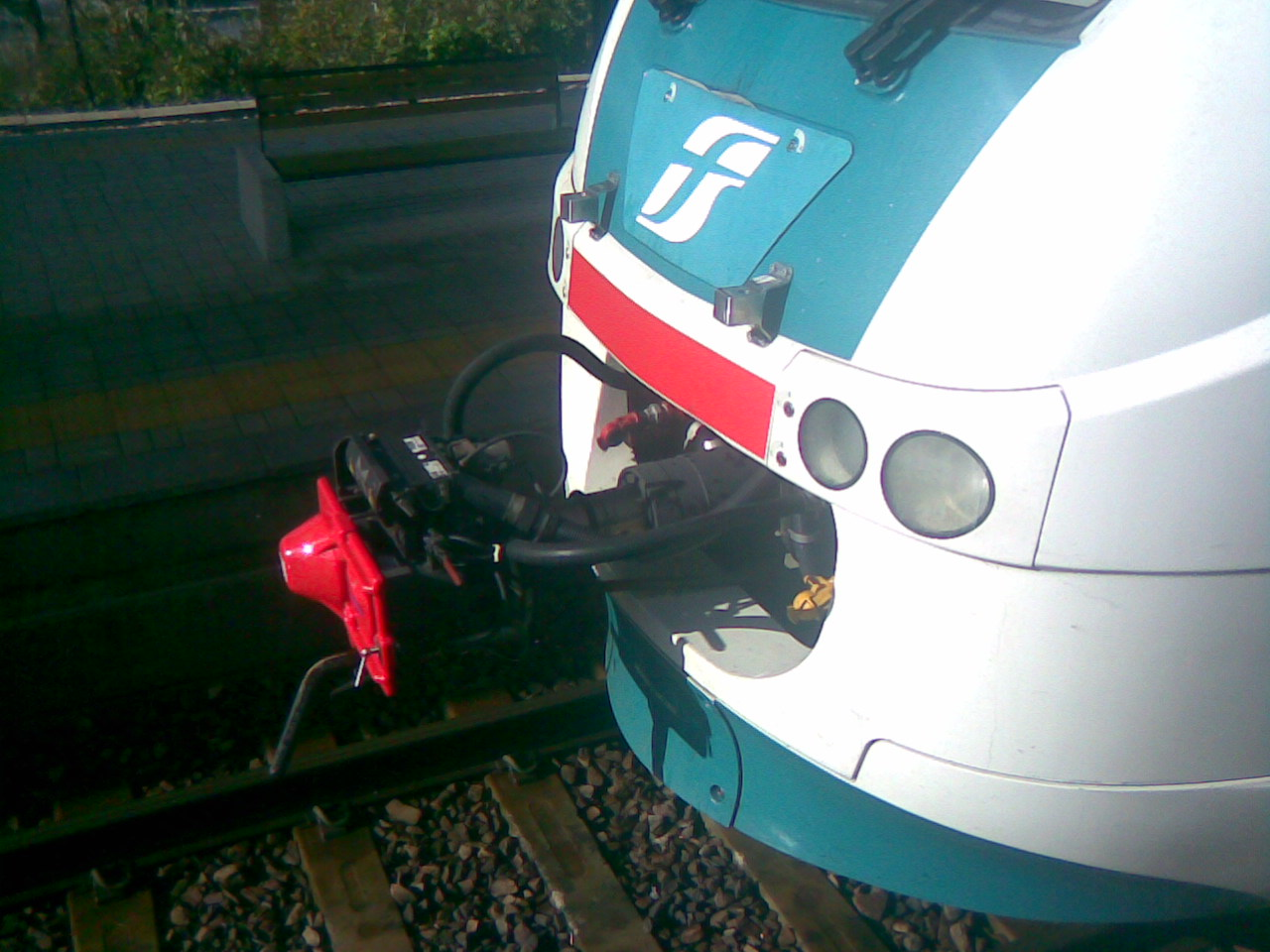
Particolare del gancio automatico integrato tipo Scharfenberg

In entrambe le versioni, elettrica e diesel, i compressori, alcuni serbatoi dell'aria e i climatizzatori sono posti sul tetto. Lo styling della versione italiana del veicolo è stato affidato al designer Giorgetto Giugiaro: il Minuetto è lungo poco meno di 52 metri, è dotato di 122 posti a sedere di seconda classe e 24 di prima classe e può trasportare circa 200 persone in piedi. La velocità massima omologata è di 160 km/h nella versione elettrica e di 130 in quella diesel.
Il profilo di missione è quello di un treno a bassa frequentazione, pensato per migliorare il più possibile il comfort offerto ai passeggeri anziché il numero di passeggeri trasportabili.
Il convoglio è provvisto di un solo servizio igienico, attrezzato per i disabili, e di un posto riservato ai passeggeri in carrozzella; entrambi si trovano nella cassa centrale. Tutta la segnaletica interna è applicata anche in braille per i non vedenti. La struttura di cassa è a "piano ribassato", che, eliminando il dislivello con la banchina, rende l'incarrozzamento più rapido e meno difficoltoso, in particolare agli utenti a mobilità ridotta.
Le testate possono essere attrezzate con una zona per il trasporto di biciclette, per adattarsi alle politiche commerciali di Trenitalia legate all'unione sinergica del trasporto ferroviario con sistemi di mobilità alternativa. Il Minuetto è stato il primo treno italiano ad essere dotato di videosorveglianza interna di serie e di prese elettriche e tavolini anche per i passeggeri di seconda classe: entrambi i concetti sono stati ripresi anche sul successivo Vivalto.
La fase iniziale della consegna dei Minuetto è stata funestata da numerosi ritiri e interruzioni di servizio, principalmente dovuti all'inaffidabilità del software di controllo del mezzo e ad alcuni problemi meccanici.
Questo ha portato a ritardare di diversi mesi l'entrata a regime e, insieme al ridotto numero di posti, ha dato un'immagine negativa del treno.
Questo treno è realizzato per più del 50% in acciaio, per un totale di 54 tonnellate: per dipingerlo occorrono due tonnellate di vernice ad acqua e 220 m² di pellicolatura antigraffiti in vinile-poliestere. Gli impianti di bordo includono 760 metri di tubazioni, 200 metri lineari di lampade al neon, 34.000 metri di cavi elettrici e 40 computer.
In media l'assemblaggio di un treno Minuetto necessita di una squadra di 60 persone al lavoro per 55 giorni, e i due principali stabilimenti di produzione sono riusciti a mantenere un ritmo di produzione di 4 treni al mese.
Il nome Minuetto della versione Trenitalia è stato selezionato in seguito a un concorso realizzato da alcune associazioni di consumatori e di disabili e rappresenta il primo esempio di quella che poi sarebbe diventata una consuetudine, ossia dare ai nuovi treni impiegati da Trenitalia per il trasporto regionale delle denominazioni relative al mondo della musica; al Minuetto seguiranno infatti, nei decenni successivi, i treni denominati Vivalto, Jazz, Swing, Rock, Pop e Blues.

## Versioni e livree
Il mezzo è stato acquistato da varie società di trasporto pubblico italiane, per un totale di 248 convogli, sia nella versione elettrica che Diesel, con livree e classificazioni secondo le richieste dei committenti.
- Ferrovia Centrale Umbra soprannominato Pintoricchio[6], 4 convogli elettrici in livrea bianca e rossa.
- Ferrovia Sangritana soprannominato Lupetto[7], 6 convogli elettrici (di cui 2 inizialmente destinati ad ATCM/FER) in livrea rossa, grigia e blu. I due treni ex ATCM/FER hanno mantenuto curiosamente le testate nei colori bianco/verde dell'impresa dell'Emilia-Romagna.[8]
- Gruppo Torinese Trasporti: 19 convogli elettrici in livrea bianco-giallo-blu classificati TTR 001÷019, dove la sigla TTR sta per Treno Trasporto Regionale[9]; in corso di recupero da parte di Trenitalia a seguito del passaggio della rete ferroviaria GTT a RFI.
- Trasporto Ferroviario Toscano (già La Ferroviaria Italiana)[10] soprannominato Elfo[11], 4 convogli elettrici in livrea bianco-blu-azzurro.
- Trenitalia soprannominato Minuetto, 100 convogli elettrici e 104 convogli Diesel in livrea XMPR ed alcuni in livrea Leonardo Express. A partire dall'estate del 2014 i convogli Minuetto di Trenitalia sono stati riverniciati con la nuova livrea DPR a toni grigi, verdi e blu, come tutti gli altri treni passeggeri regionali di Trenitalia.
- Provincia di Trento, soprannominato anch'esso Minuetto (in accordo tra Provincia autonoma di Trento e Trenitalia), 10 convogli Diesel inizialmente in livrea bianco e vinaccia caratterizzata da una zampa di orso, logo stilizzato di Trentino Trasporti, ora in trasformazione con la livrea grigio argento con inserti blu e verdi di varie tonalità. Trenitalia provvede alla condotta dei treni ed alla loro manutenzione presso il Deposito di Bolzano. La numerazione di questi treni va da ALn501/Ln220/ALn502.601 a ALn501/Ln220/ALn502.610, variando solo l'ultima cifra. Su entrambi i lati della parte anteriore della testata/coda hanno una numerazione diversa da quella dei Minuetto Trenitalia (che sono identificati come MD 00x, dove con 00x si indica il numero del treno, ad esempio ALn501.00x), ovvero da MD-Tn01 a MD-Tn10 in cui la sigla Tn sostituisce la cifra iniziale 6. Questi treni sono utilizzati sulla linea RFI della Valsugana grazie ai contratti di servizio tra la Provincia di Trento e le imprese Trenitalia e Trentino Trasporti; entro il 2022/2023 il servizio verrà esercito dalla sola Trentino Trasporti.

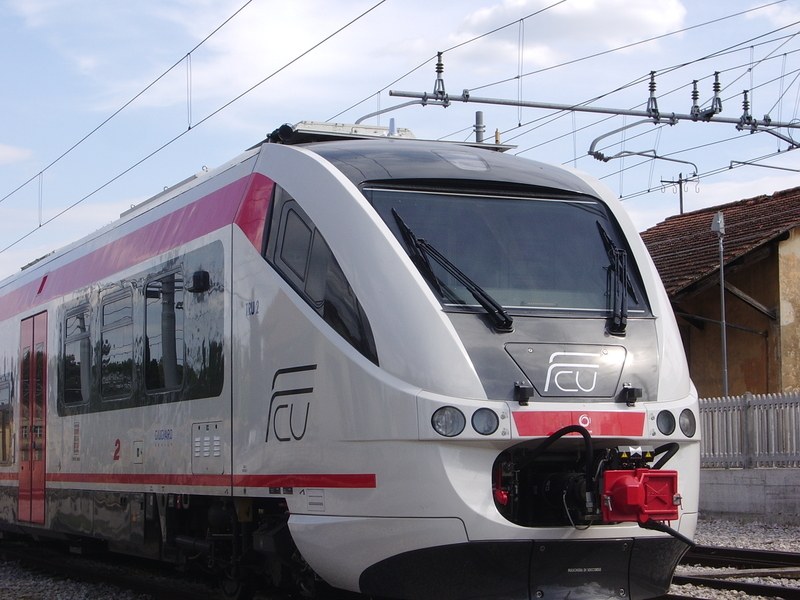
Versione Ferrovia Centrale Umbra s.r.l.
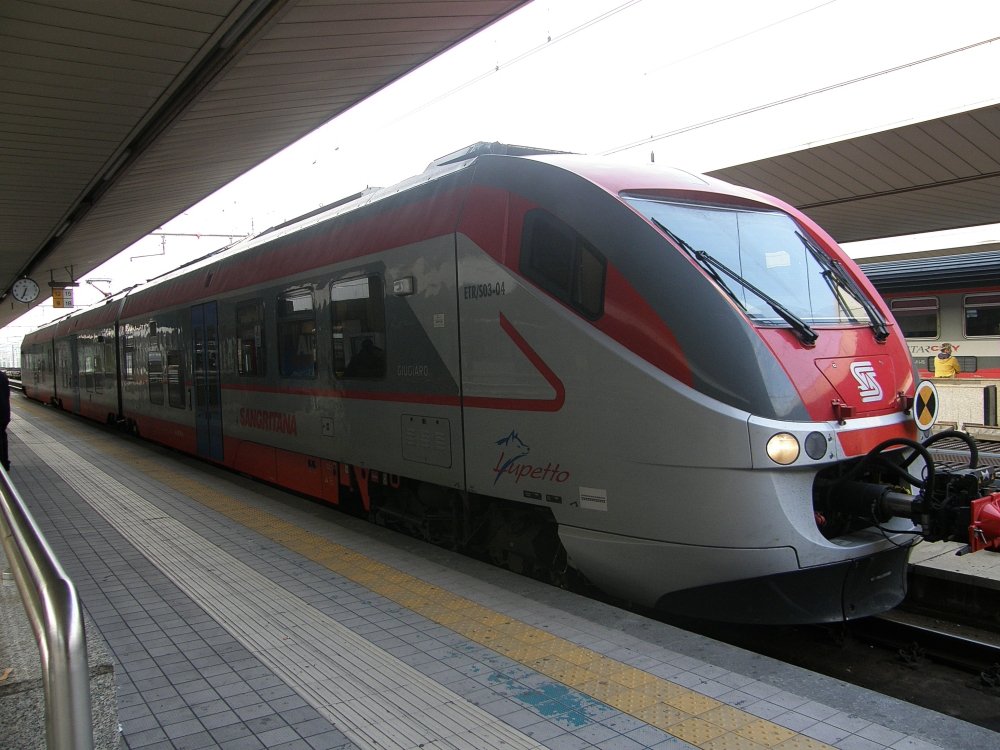
Versione Ferrovia Sangritana
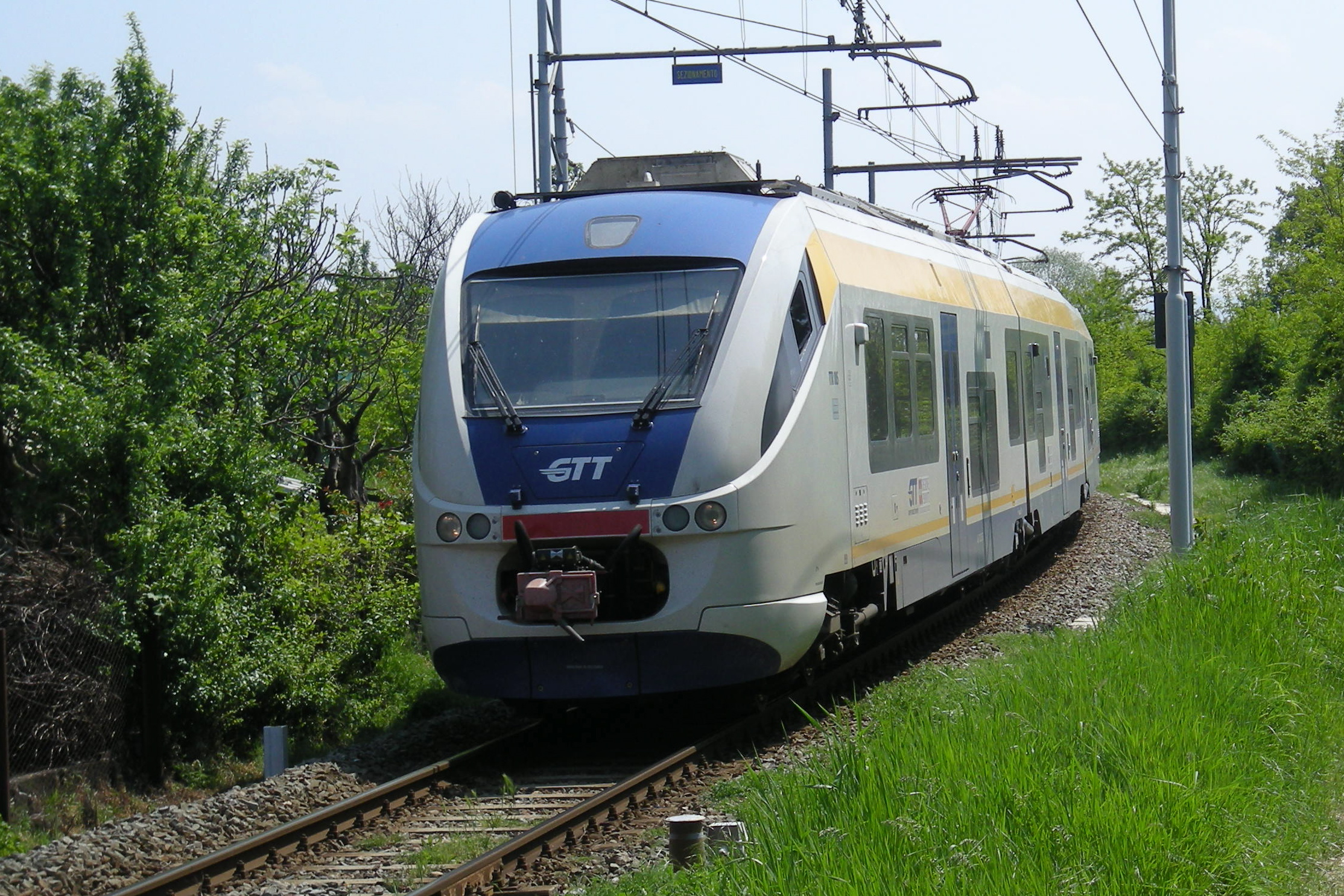
Versione Gruppo Torinese Trasporti
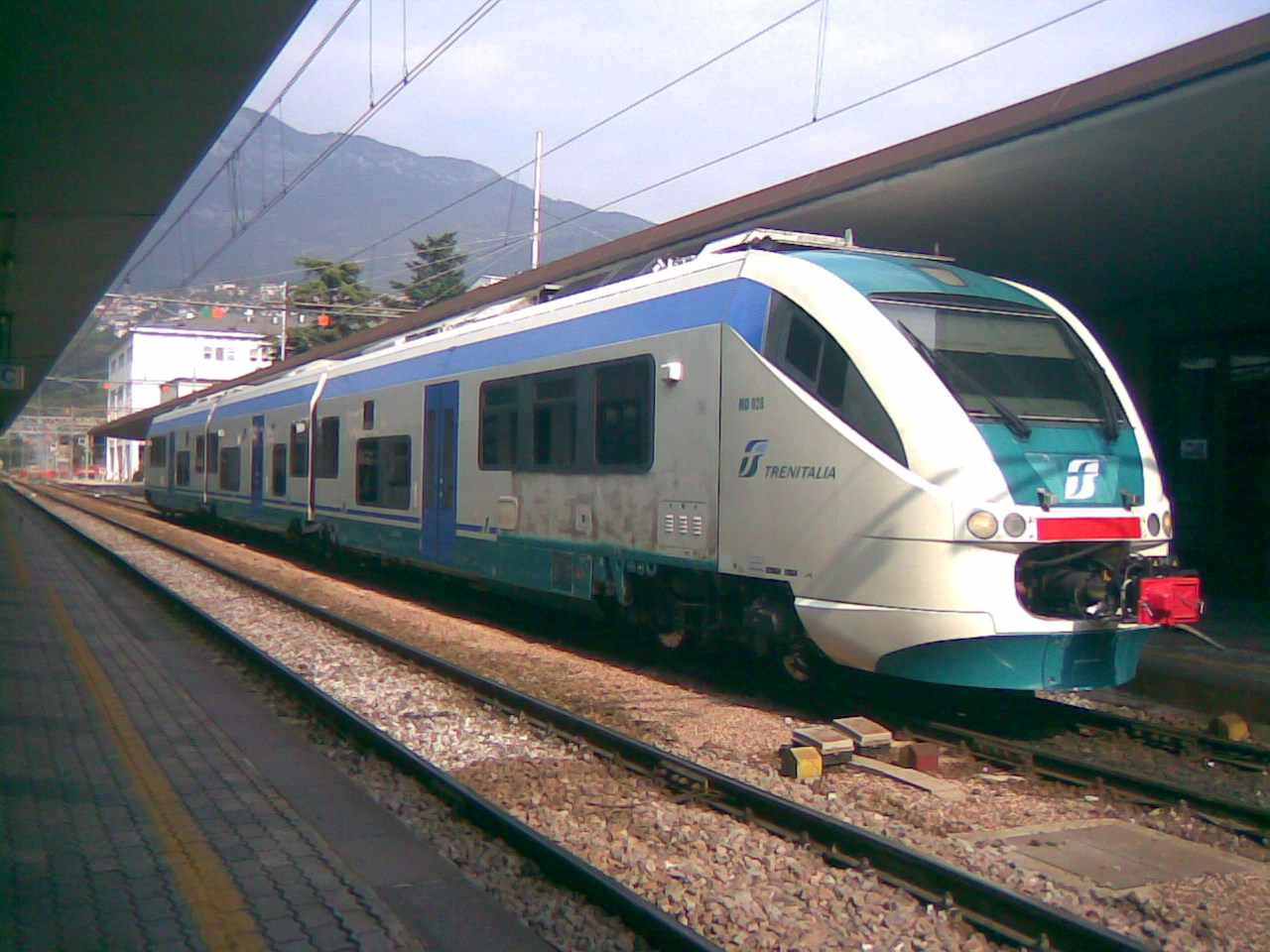
Versione Trenitalia in livrea XMPR
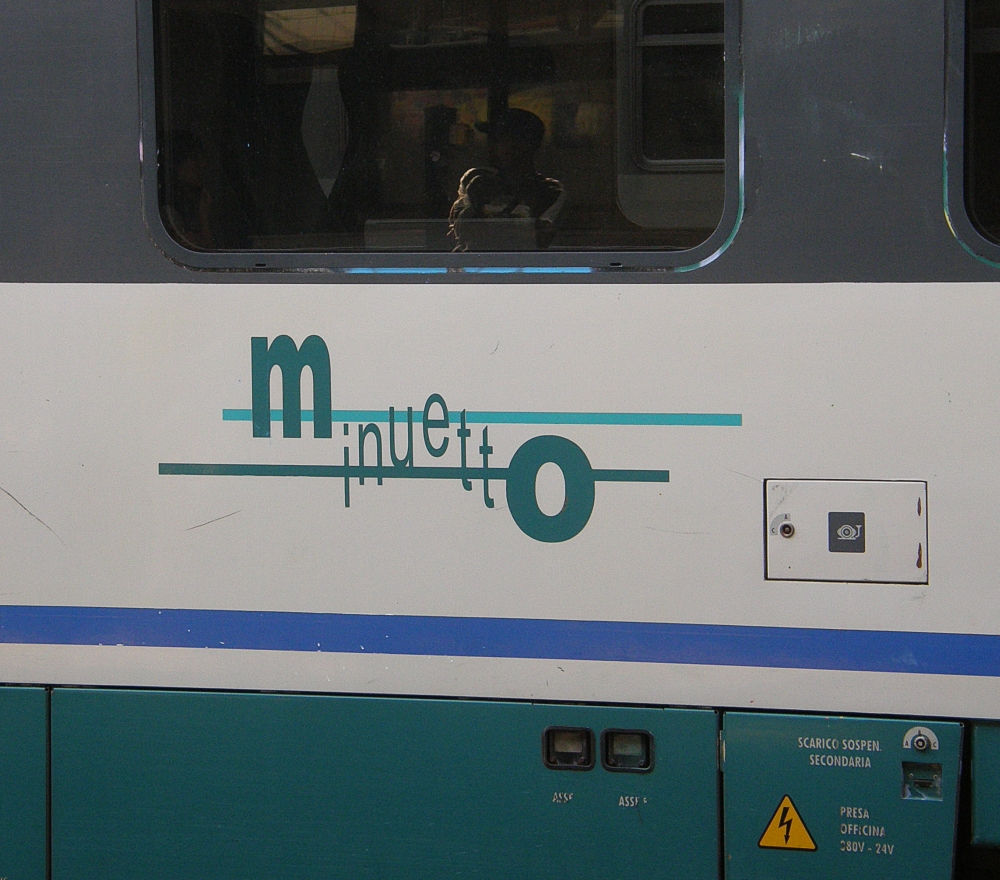
Logo nella livrea XMPR
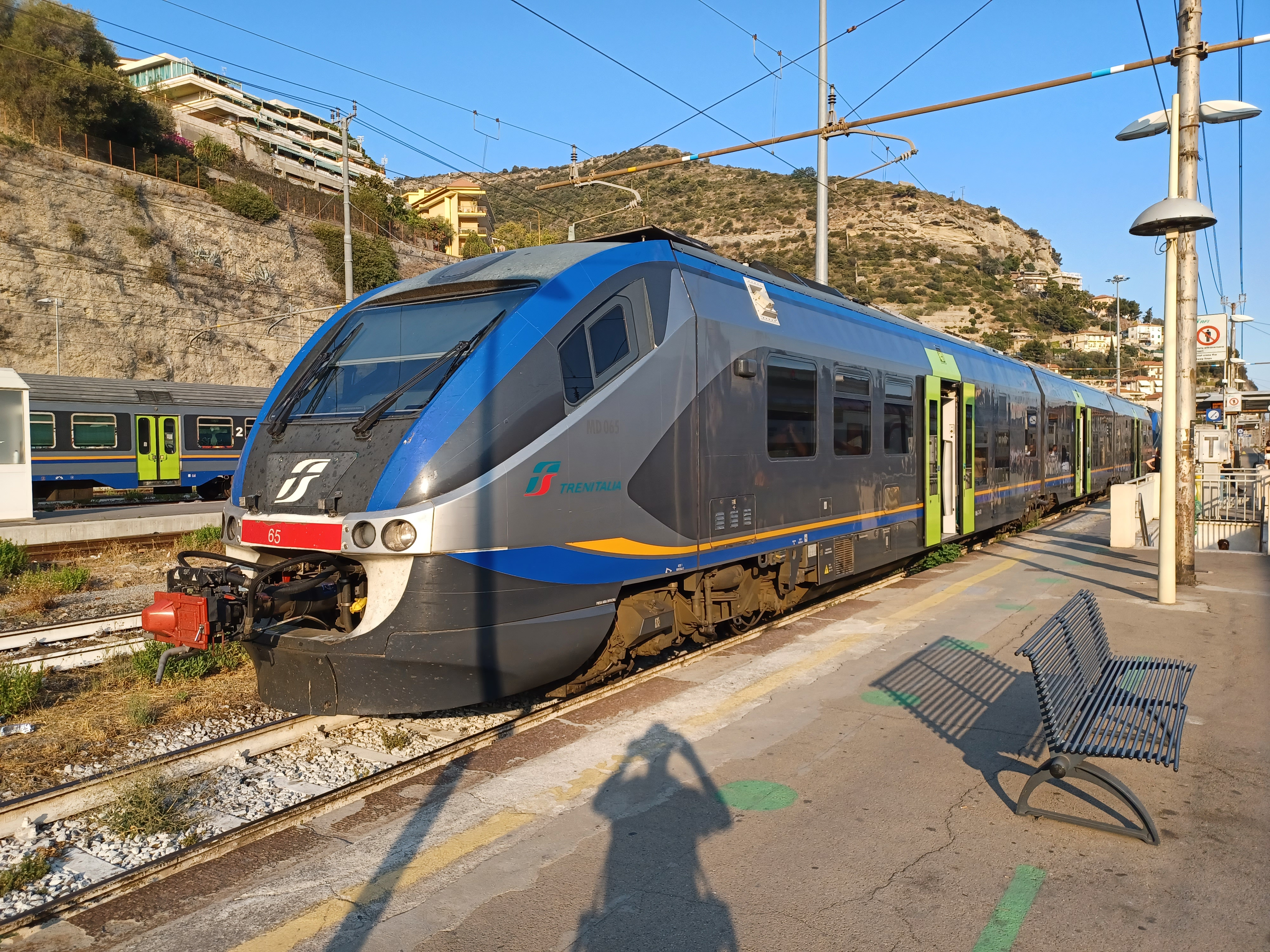
Versione Trenitalia in livrea DPR
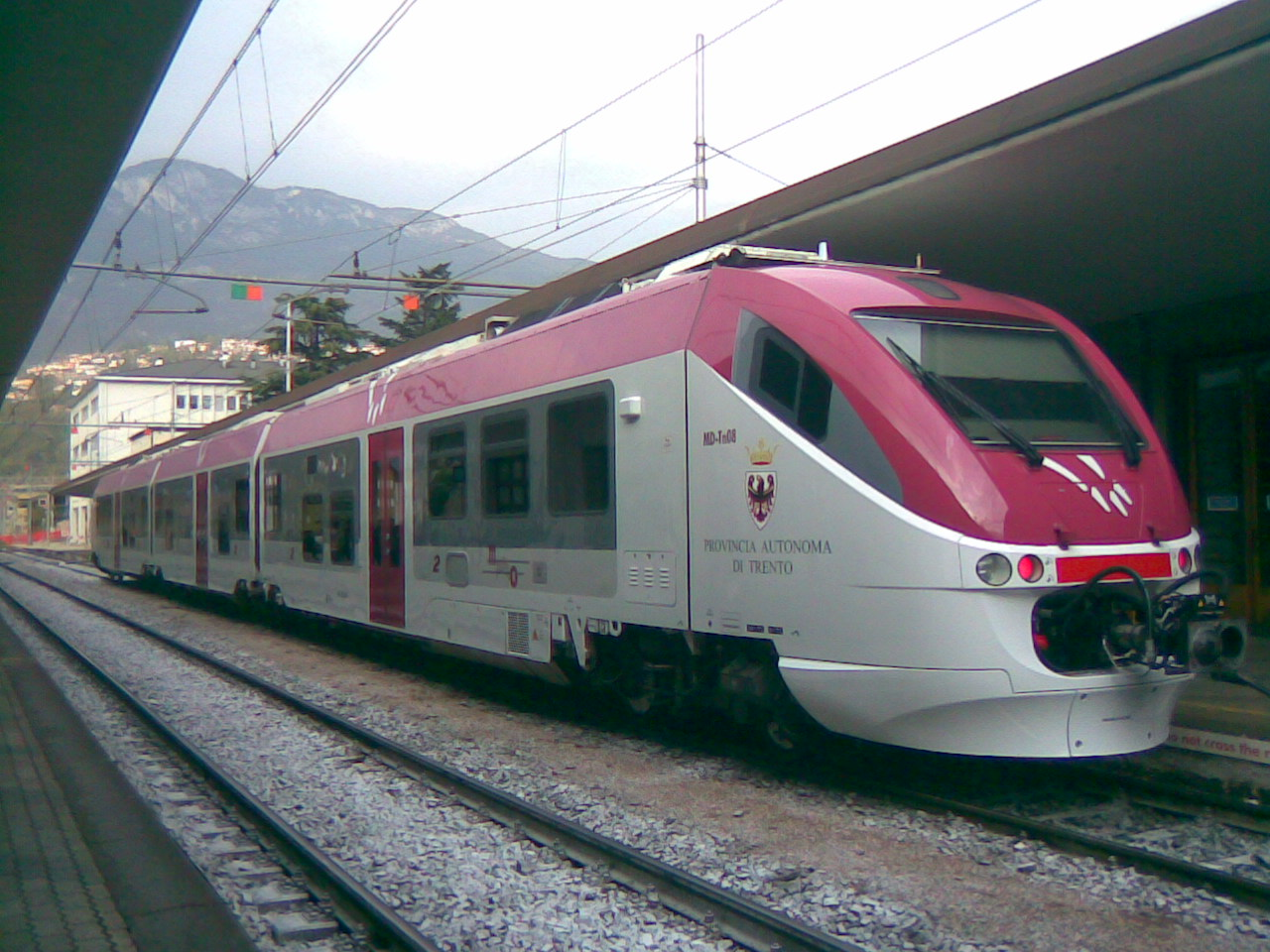
Versione della Provincia autonoma di Trento, con la vecchia livrea Trentino Trasporti
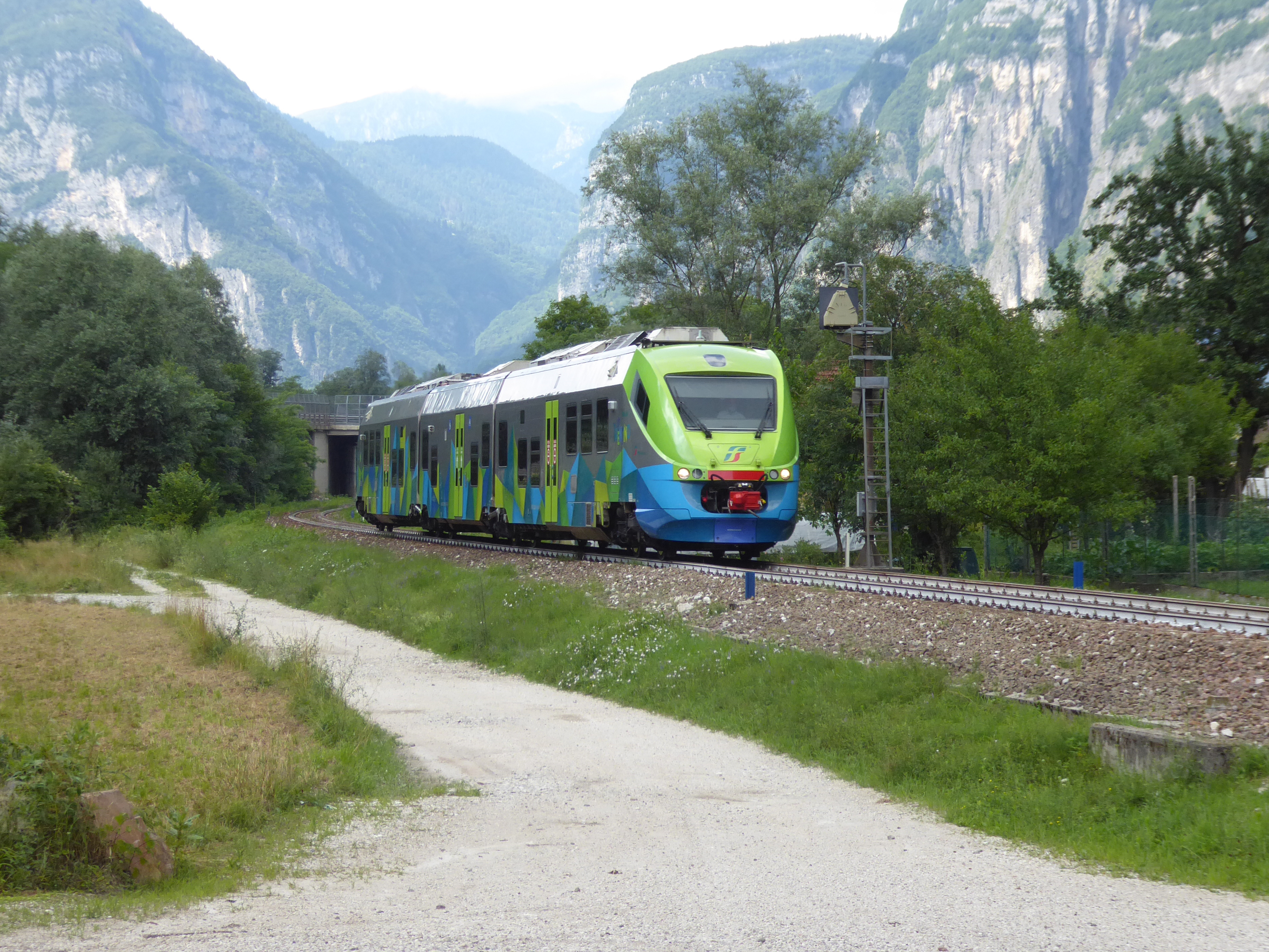
Versione con la nuova livrea di Trentino Trasporti

### Versioni affini
Alla famiglia di treni Alstom Coradia, oltre al Minuetto, appartengono anche altri tipi di convogli, realizzati per diverse imprese ferroviarie italiane ed europee.

## Controversie
Il maggior problema di questi mezzi (comune peraltro anche ai TAF) è nella trasmissione del moto dai motori ai carrelli, che genera, specialmente nelle fasi di accelerazione, un fastidioso effetto di "marcia a scossoni", tipica di questa famiglia di treni. Questo tipo di marcia crea una prematura usura nelle sale sottocassa del rotabile, causando così la necessità di una ri-profilatura al tornio in officina.
Nell'ottobre 2007 alcuni convogli sono stati ritirati a causa di un'anormale usura delle ruote rilevata nelle manutenzioni periodiche. I veicoli erano in servizio su sei linee regionali nella zona di Asti, Alessandria, Cuneo e Novi Ligure, oltre che nella Valle d'Aosta, ed il problema risultava accentuato dalla tortuosità delle linee ferroviarie piemontesi e valdostane. Un problema analogo si verificò sulla linea siciliana Siracusa–Gela–Canicattì, sulla ferrovia Lucca-Aulla e sul tratto trentino della linea Trento-Venezia.